# بياتريس بورتون
بياتريس بورتون (بالإنجليزية: Beatrice Burton)‏ (13 مايو 1894، كليفلاند في الولايات المتحدة - 13 أبريل 1983، نيبلز في الولايات المتحدة)؛ كاتِبة وروائية أمريكية.